# Neobisium leruthi
Neobisium leruthi är en spindeldjursart som beskrevs av Beier 1939. Neobisium leruthi ingår i släktet Neobisium och familjen helplåtklokrypare. Inga underarter finns listade i Catalogue of Life.